# Liste der Bodendenkmäler in Ilmmünster
Auf dieser Seite sind die Bodendenkmäler in der oberbayerischen Gemeinde Ilmmünster zusammengestellt. Diese Tabelle ist eine Teilliste der Liste der Bodendenkmäler in Bayern. Grundlage ist die Bayerische Denkmalliste, die auf Basis des Bayerischen Denkmalschutzgesetzes vom 1. Oktober 1973 erstmals erstellt wurde und seither durch das Bayerische Landesamt für Denkmalpflege geführt wird. Die folgenden Angaben ersetzen nicht die rechtsverbindliche Auskunft der Denkmalschutzbehörde.

## Bodendenkmäler in Ilmmünster
| Lage                   | Objekt | Akten-Nr.     | Bild                                          |
| ---------------------- | --- | ------------- | --------------------------------------------- |
| (Standort)             | Mittelalterliche und frühneuzeitliche Befunde im Bereich der katholischen Filialkirche St. Peter und Paul in Ilmried.                                     | D-1-7534-0065 | Mittelalterliche und frühneuzeitliche Befunde |
| (Standort)             | Frühneuzeitliche Befunde im Bereich der katholischen Wallfahrtskirche Herrnrast bei Ilmmünster.                                                           | D-1-7535-0082 | Frühneuzeitliche Befunde im                   |
| (Standort)             | Grabhügel vorgeschichtlicher Zeitstellung. | D-1-7535-0083 |                                               |
| (Standort)             | Grabhügel der Hallstattzeit. | D-1-7535-0084 |                                               |
| (Standort)             | Grabhügel der Hallstattzeit. | D-1-7535-0085 |                                               |
| Kirchberg 4 (Standort) | Mittelalterliche und frühneuzeitliche Befunde im Bereich der katholischen Pfarrkirche St. Arsatius und des ehemaligen Benediktinerklosters in Ilmmünster. | D-1-7535-0185 | weitere Bilder                                |